# 55-я гвардейская стрелковая дивизия
55-я гвардейская стрелковая дивизия — воинское соединение Вооружённых Сил СССР, принимавшее участие в Великой Отечественной войне

## Полное наименование
55-я гвардейская стрелковая Иркутско-Пинская, ордена Ленина, трижды Краснознамённая, ордена Суворова дивизия имени Верховного Совета РСФСР

## История
Сформирована 18.12.1942 г. путём преобразования 30-й стрелковой Иркутской, ордена Ленина, трижды Краснознамённой дивизии имени Верховного Совета РСФСР.
В действующей армии с 18.12.1942 по 21.04.1944, с 28.05.1944 по 14.09.1944, с 13.10.1944 по 31.03.1945, с 20.04.1945 по 11.05.1945 года.
Принимала участие в освобождении Северного Кавказа и Таманского полуострова. 18-го января 1943 года 55-я гвардейская стрелковая дивизия (командир — гвардии генерал-майор Б. Н. Аршинцев) освобождала населённые пункты Адыгейской автономной области Краснодарского края
Красноармейский, Новый, Консулов, Ново-Могилёвский), 11 февраля освобождала Труженик, и совхоз «Отрадный», 12 февраля Суповский и Новый Сад вместе с 32-й гвардейской стрелковой дивизией (командир — гвардии генерал-майор М. Ф. Тихонов).
В ноябре 1943 года принимает участие в Керченско-Эльтигенской десантной операции, высаживаясь на берег в районе Опасная, Еникале, ведёт бои на Керченском полуострове до апреля 1944 года, затем принимает участие в Белорусской стратегической операции, участвуя в освобождении Ивановского и Лунинецкого районов Брестской области, города Пинск и Логишинского района Пинской области, восточных районов Польши, в Восточно-Прусской, Берлинской и Пражской наступательных операциях.
Участвовала в освобождении городов: Новороссийск, Горячий Ключ, Керчь, Пинск, взятии Гумбиннена, Берлина.

### После войны
В мае — августе 1945 года 55-я гвардейская стрелковая дивизия в составе 20-го стрелкового корпуса 28-й армии совершила марш из Чехословакии и Германии и сосредоточилась в пункте постоянной дислокации в Барановичском военном округе в городе Гродно.
Директивой Главнокомандующего Сухопутными войсками № Ош/1/243666 от 12 марта 1957 года и Директивой Командующего БВО № 03/00565 от 19 апреля 1957 года 55-я гвардейская стрелковая дивизия была переформирована в 55-ю гвардейскую мотострелковую дивизию..
Приказом Министра обороны СССР № 00147 от 17 ноября 1964 года в целях сохранения боевых традиций 55-й гвардейской мотострелковой дивизии был восстановлен бывший её общевойсковой номер — 30 — и она стала называться 30-й гвардейской мотострелковой Иркутско-Пинской, ордена Ленина, трижды Краснознамённой, ордена Суворова дивизией имени Верховного Совета РСФСР.
Директивой Министра обороны СССР № орг/1/126386 от 18 октября 1968 года и Директивой Главнокомандующего Сухопутными войсками № орг/1/1165800 от 19 октября 1968 года 30-я гвардейская мотострелковая дивизия была исключена из состава 28-й армии Белорусского военного округа и передана в состав Центральной группы войск в полном составе (штаб в г.Зволен, Центральная Словакия).
26 февраля 1990 года в Москве было подписано соглашение о полном выводе советских войск из ЧСФР. Последние эшелоны 30-й гвардейской мотострелковой дивизии покинули Чехословацкую Федеративную Республику в декабре 1990 года. Дивизию разместили в городах Марьина Горка, Слуцк и в посёлке Уречье Минской области Белорусской ССР.
В 1992 году дивизия вошла в состав вооружённых сил Республики Беларусь, где переформировывалась в гвардейскую отдельную механизированную бригаду и гвардейскую БХВТ.
С 2005 года правопреемником является 30-й гвардейский отдельный механизированный батальон в составе 19-й гвардейской отдельной механизированной бригады. Ордена и почётные наименования дивизии переданы 30-му гв. омехб.

## Подчинение
- Закавказский фронт, Черноморская группа войск, 56-я армия — на 01.01.1943 года.
- Северо-Кавказский фронт, 56-я армия — с 12.01.1943 года.
- Северо-Кавказский фронт, 37-я армия, 11-й гвардейский стрелковый корпус — на 01.07.1943 года.
- Северо-Кавказский фронт, 18-я армия — на 01.10.1943 года.
- 7-я отдельная армия, 11-й гвардейский стрелковый корпус — на 01.01.1944 года
- Приморская армия, 20-й стрелковый корпус — на 01.04.1944 года
- 1-й Белорусский фронт, 28-я армия, 20-й стрелковый корпус — на 01.07.1944 года.
- Резерв Ставки ВГК, 28-я армия, 20-й стрелковый корпус — на 01.10.1944 года
- 3-й Белорусский фронт, 28-я армия, 20-й стрелковый корпус — на 01.01.1945 года.
- Резерв Ставки ВГК, 28-я армия, 20-й стрелковый корпус — на 01.04.1945 года

## Состав
- 164-й гвардейский стрелковый ордена Суворова полк
- 166-й гвардейский стрелковый Краснознамённый полк
- 168-й гвардейский стрелковый Гумбинненский, Краснознамённый полк
- 126-й гвардейский артиллерийский Краснознамённый полк
- 62-й отдельный гвардейский самоходно-артиллерийский дивизион (62-й отдельный гвардейский истребительно-противотанковый дивизион)
- 72-я зенитная батарея (до 25.04.1943)
- 57-я отдельная гвардейская разведывательная рота
- 63-й отдельный гвардейский сапёрный батальон
- 85-й отдельный гвардейский ордена Красной Звезды батальон связи (до 5.11.1944 года — 85-я отдельная гвардейская ордена Красной Звезды рота связи)[4]
- 444-й (61-й) медико-санитарный батальон
- 59-я отдельная гвардейская рота химический защиты
- 624-я (58-я) автотранспортная рота
- 594-я (56-я) полевая хлебопекарня
- 540-й (54-й) дивизионный ветеринарный лазарет
- 81-я полевая почтовая станция
- 341-я полевая касса Госбанка
- 389-й военторг (торгово-бытовое предприятие)
- редакция и типография дивизионной газеты «Красноармейская правда».Перечень № 5 Стрелковых, горнострелковых, мотострелковых и моторизованных дивизий, входивших в состав действующей армии в годы Великой Отечественной войны 1941—1945 гг. / А. П. Покровский. — М.: Министерство обороны, 1956. — 218 с.

- Управление дивизии (Зволен)
- 164-й гвардейский мотострелковый ордена Суворова полк (Ельшава);
- 166-й гвардейский мотострелковый Краснознамённый полк (Комарно);
- 168-й гвардейский мотострелковый Гумбинненский Краснознамённый полк (Ружомберок);
- 30-й гвардейский танковый Выборгский, Краснознамённый, ордена Суворова полк (Оремов Лаз);
- 75-й отдельный танковый батальон (Оремов Лаз),
- 126-й гвардейский самоходно-артиллерийский Краснознамённый полк (Рожнява);
- 404-й отдельный ракетный дивизион (Комарно);
- 144-й зенитный ракетный полк (Оремов Лаз) — в ноябре 1990 года 144-й зенитный ракетный полк был выведен в Туркестанский военный округ в п. Кизыл-Арват Туркменской ССР в состав 58-й мотострелковой дивизии взамен расформированного 999-го зенитного артиллерийского полка.;
- 823-й зенитный ракетный полк — вошёл в состав 30-й гв. мсд в 1990-м году в Белоруссии вместо 144-го зенитного ракетного полка, убывшего в ТуркВО.
- 205-й отдельный противотанковый артиллерийский дивизион (Штурово);
- 20-й отдельный разведывательный батальон (Новые Замки);
- 85-й отдельный гвардейский ордена Красной Звезды батальон связи (Зволен);
- 63-й отдельный гвардейский инженерно-сапёрный батальон (Штурово);
- 205-й отдельный батальон химической защиты (Новые Замки)
- 1054-й отдельный батальон материального обеспечения (Римавска Собота);
- 81-й отдельный ремонтно-восстановительный батальон (Римавска Собота);
- 11-й отдельный медицинский батальон (Зволен),
- Отдельная вертолётная эскадрилья (аэродром Слияч),
- Отдельная комендантская рота (Зволен);
- Редакция и типография дивизионной газеты «Советский воин» (Зволен).

В декабре 1990 года последние эшелоны дивизии убыли из Чехословакии. Дивизия прибыла в п. Марьина Горка Пуховичского района Минской области на место расформированной 8-й гвардейской танковой дивизии.
30-я гвардейская мотострелковая Иркутско-Пинская, орденов Ленина и Октябрьской Революции, трижды Краснознамённая, ордена Суворова дивизия имени Верховного Совета РСФСР:
- Управление дивизии (Марьина Горка): 1 ПРП-3, 1 Р-145БМ, 1 Р-156БТР, 1 ПУ-12
- 164-й гвардейский мотострелковый, ордена Суворова полк (Марьина Горка)

22 Т-72, 4 БМП-2, 2 БРМ-1К, 122 БТР-60, 12 2С1, 12 2С12, 2 ПРП-4, 5 Р-145БМ, 2 ПУ-12, 1 МТ-55А;
- 166-й гвардейский мотострелковый Краснознамённый полк (Марьина Горка)

22 Т-72, 4 БМП-2, 2 БРМ-1К, 1 БТР-60, 2 2С1, 12 2С12, 2 БМП-1КШ, 1 ПРП-3, 1 ПРП-4, 3 РХМ, 2 ПУ-12, 2 Р-145БМ, 1 МТ-55А;
- 168-й гвардейский мотострелковый Гумбинненский, Краснознамённый полк (Марьина Горка)

22 Т-72, 4 БМП-2, 2 БРМ-1К, 58 БТР-70, 61 БТР-60, 12 Д-30, 12 ПМ-38, 2 ПРП-4, 4 Р-145БМ. 2 ПУ-12, 1 МТ-55А;
- 30-й гвардейский танковый Выборгский, Краснознамённый, ордена Суворова полк (Уречье)

64 Т-72, 14 БМП-2, 2 БМП-1К, 6 БТР-60, 12 2С1, 2 БМП-1КШ, 1 ПРП-3, 1 ПРП-4, 3 РХМ, 2 Р-145БМ, 2 ПУ-12, 4 МТ-55А;
- 126-й гвардейский самоходный артиллерийский Краснознамённый полк (Слуцк)

12 2С3, 24 Д-30, 12 Град, 2 ПРП-3, 2 ПРП-4, 9 1В18, 3 1В19, 1 Р-145БМ, 1 Р-156БТР;
- 823-й зенитный ракетный полк;
- 205-й отдельный противотанковый артиллерийский дивизион (Слуцк): кроме ПТ-вооружения 1 ПРП-3, 14 МТ-ЛБТ;
- 20-й отдельный разведывательный батальон (Уречье): 10 БМП-2, 7 БРМ-1К, 6 БТР-60, 2 Р-145БМ, 1 Р-156БП;
- 85-й отдельный гвардейский ордена Красной Звезды батальон связи (Марьина Горка): 8 Р-145БМ, 1 Р-156БТР;
- 63-й отдельный инженерно-сапёрный батальон (Уречье): 1 ИРМ, 2 УР-67;
- 1054-й отдельный батальон материального обеспечения;
- 81-й отдельный ремонтно-восстановительный батальон;
- 11-й отдельный медицинский батальон.
- Редакция и типография дивизионной газеты «Советский воин».

Всего (на 19.11.1990): 130 танков Т-72, 254 БТР (64 БТР-70, 190 БТР-60), 36 БМП-2, 15 БРМ-1К, 36 2С1, 12 2С3, 36 Д-30, 36 120-мм миномётов, 12 «Град».

## Командование

### Командиры
- Аршинцев, Борис Никитич (18.12.1942 — 11.01.1944), полковник, с 23.01.1943 г. генерал-майор
- Мурашов, Павел Александрович (30.01.1944 — 04.03.1944), полковник
- Семёнов, Сергей Иванович (05.03.1944 — 24.03.1944), полковник
- Турчинский, Адам Петрович (25.03.1944 — .07.1946), генерал-майор
- Данилюк, Василий Данилович (07.1946 — 18.03.1950), полковник, генерал-майор
- Есин, Иван Никитович[англ.] (05.1950 — 30.01.1952), генерал-майор
- Булатов, Фатых Гарипович (30.01.1952 — 22.01.1954), генерал-майор
- Исаков, Филипп Анисимович (22.01.1954 — 20.04.1955), полковник, генерал-майор
- Андрющенко, Владимир Кузьмич (20.04.1955 — 28.07.1958), полковник, генерал-майор
- Миленин, Георгий Борисович (28.07.1958 — 01.08.1961), полковник, генерал-майор
- Карпов, Василий Иванович (01.08.1961 — 23.01.1964), генерал-майор
- Болдуев, Фома Лукьянович (23.01.1964 — 05.07.1968), полковник, генерал-майор
- Малофеев, Алексей Евгеньевич (05.07.1968 — 1969), генерал-майор
- Аболинс, Виктор Яковлевич (1969 — 09.1970), генерал-майор
- Гришагин, Аверкий Леонидович (09.1970 — 10.1974), полковник, генерал-майор
- Наливайченко Иван Николаевич (10.1974 — 1976), полковник, генерал-майор
- Козлов, Александр Михайлович (1976—1978), генерал-майор
- Кузьмин, Фёдор Михайлович (1978—1982), генерал-майор
- Казанцев, Виктор Германович (1982—1985), генерал-майор
- Кузнецов, Юрий Викторович (1985—1987), полковник
- Неверов, Владимир Лаврентьевич (1987—1991), генерал-майор
- Сеньшов, Николай Алексеевич (1991—1992), генерал-майор

### Заместители командира
- Шехтман, Зиновий Самойлович (июнь 1946 — июль 1954), полковник

### Начальники штаба
- Климахин, Сергей Ефимович (март 1945 — сентябрь 1946), полковник
- Шевелев, Георгий Петрович (август 1977 — июль 1979), подполковник

## Награды
- 18.12.1942 г. —  Почетное звание «Гвардейская» — присвоено приказом Народного Комиссара Обороны СССР № 390 от 18 декабря 1942 года за проявленную отвагу в боях за Отечество с немецкими захватчиками, за стойкость, мужество, дисциплину и организованность, за героизм личного состава.
- 16.09.1943 г. —  Орден Суворова II степени — награждена указом Президиума Верховного Совета СССР от 16 сентября 1943 года за образцовое выполнение боевых заданий командования на фронте борьбы с немецкими захватчиками и проявленные при этом доблесть и мужество.[6]
- 23.07.1944 г. — «Пинская» — почётное наименование присвоено приказом Верховного Главнокомандующего № 0209 от 23 июля 1944 года за отличие в боях при освобождении города Пинска;
- 1972 год — Вымпел Министра Обороны СССР «За мужество и воинскую доблесть» — награждена приказом Министра обороны СССР;
- 21.02.1978 год —  Орден Октябрьской Революции — награждена указом Президиума Верховного Совета СССР .

Награды частей дивизии:
- 164-й гвардейский стрелковый ордена Суворова полк (часть награждена орденом Суворова 3-й степени Указом Президиума ВС СССР от 5 апреля 1945 г. «за образцовое выполнение боевых заданий командования в боях с немецкими захватчиками при овладении городами Хайльсберг, Фридланд и проявленные при этом доблесть и мужество»);
- 166-й гвардейский стрелковый Краснознамённый полк (часть награждена орденом Красного Знамени Указом Президиума ВС СССР от 23 июля 1944 г. «За успешное выполнение заданий командования в борьбе с немецкими захватчиками при освобождении города Минск, проявленные при этом доблесть и мужество»; в 1974 году полк награждён Вымпелом Министра обороны СССР «За мужество и воинскую доблесть».
- 168-й гвардейский стрелковый Гумбинненский[7] Краснознамённый полк (часть награждена орденом Красного Знамени Указом Президиума ВС СССР от 22 марта 1942 года «За мужество и отвагу, проявленные личным составом полка в боях на реке Прут, Украине, Ростовской области». Почетное наименование «Гумбинненский» присвоено Приказом Верховного Главнокомандующего И. В. Сталина № 017 от 19 февраля 1945 г. за отличие в боях при овладении городом Гумбиннен в Восточной Пруссии).
- 126-й гвардейский артиллерийский Краснознамённый полк (часть награждена орденом Красного Знамени Указом Президиума ВС СССР от 23 июля 1944 г. «За успешное выполнение заданий командования в борьбе с немецкими захватчиками при освобождении города Минск, проявленные при этом доблесть и мужество»
- 85-й отдельный гвардейский ордена Красной Звезды[8] батальон связи (часть награждена орденом Красной Звезды Указом Президиума ВС СССР от 26 апреля 1945 года «За образцовое выполнение заданий командования в боях с немецкими захватчиками при разгроме немецких войск юго-западнее Кенигсберга и проявленные при этом доблесть и мужество»,
- 30-й гвардейский танковый Выборгский, Краснознамённый, ордена Суворова полк (в дивизии с 10 апреля 1947 г.). Будучи 30-й гвардейской танковой бригадой в составе 21-й армии Ленинградского фронта приняла участие в освобождении города Выборга, за что Приказом ВГК № 0173 от 02 июля 1944 года ей было присвоено наименование «Выборгская». За образцовое выполнение заданий командования в боях при прорыве к побережью Данцигской бухты и овладении городами Мюльхаузен, Мариенбург, Штум, Толькемит и проявленные при этом доблесть и мужество Указом Президиума ВС СССР от 5 апреля 1945 года 30-я гвардейская тяжелая танковая бригада была награждена орденом Красного Знамени. За образцовое выполнение заданий командования в боях с немецкими захватчиками при овладении островом Рюген и проявленные при этом доблесть и мужество Указом Президиума ВС СССР от 4 июня 1945 года бригада была награждена орденом Суворова II степени.

## Отличившиеся воины дивизии
- Алексеенко, Константин Савельевич, гвардии сержант, командир стрелкового отделения 164-го гвардейского стрелкового полка.
- Аршинцев, Борис Никитович, гвардии генерал-майор, командир дивизии.
- Ахмедов, Джамиль Мамед оглы, гвардии лейтенант, командир взвода 168-го гвардейского стрелкового полка.
- Бутков, Леонтий Анисифорович, гвардии старший лейтенант, командир роты 164-го гвардейского стрелкового полка.
- Волков, Василий Павлович, гвардии младший сержант, наводчик 82-мм миномёта 164 гвардейского стрелкового полка.
- Волосатов, Анатолий Анисимович, гвардии старший сержант, командир миномётного расчёта 168 гвардейского стрелкового полка.
- Думбадзе, Ной Иосифович, гвардии красноармеец, стрелок 166 гвардейского стрелкового полка.
- Жуков, Пётр Сергеевич, гвардии майор, командир батальона 164-го гвардейского стрелкового полка.
- Загороднев, Василий Иванович, гвардии капитан, командир роты противотанковых ружей 62-го гвардейского отдельного истребительно-противотанкового дивизиона.
- Иванов, Фёдор Михайлович, гвардии капитан, командир батальона 166-го гвардейского стрелкового полка.
- Калинин, Тихон Игнатьевич, гвардии майор, командир 62-го отдельного гвардейского истребительно-противотанкового дивизиона. Герой Советского Союза (посмертно).
- Корчмарюк, Павел Сергеевич, гвардии капитан, командир батальона 164-го гвардейского стрелкового полка.
- Лебеденко, Иван Иванович, гвардии сержант, командир расчёта 82-мм миномёта 166 гвардейского стрелкового полка.
- Литвинов, Василий Михайлович, гвардии старший сержант, командир отделения 166-го гвардейского стрелкового полка.
- Литовчик, Тихон Яковлевич, гвардии старшина, командир отделения роты автоматчиков 166 гвардейского стрелкового полка.
- Лопатин, Георгий Дорофеевич, командир взвода противотанковых ружей 2-го стрелкового батальона 166-го гвардейского стрелкового полка, гвардии лейтенант. Герой Советского Союза. Звание присвоено 24.03.1945 года за отвагу, проявленную 27.06.1944 года при форсировании реки Птичь (район Бобруйска)[9]
- Малка, Иван Трофимович, гвардии старший сержант, командир отделения 166-го гвардейского стрелкового полка. Звание присвоено 24.03.1945 года за отвагу, проявленную 27.06.1944 года при форсировании реки Птичь.
- Мустафаев, Бекир Дурсун оглы, стрелок 164-го гвардейского стрелкового полка, гвардии красноармеец. Герой Советского Союза. Звание присвоено 16.05.1944 года за отвагу, проявленную в боях на Керченском полуострове.
- Петров, Алексей Андреевич, гвардии старший сержант, наводчик 76-мм пушки 166 гвардейского стрелкового полка.
- Пригара, Александр Яковлевич, автоматчик 164-го гвардейского стрелкового полка, гвардии красноармеец. Герой Советского Союза. Звание присвоено 16.05.1944 года за отвагу, проявленную в боях на Керченском полуострове.
- Роман, Сергей Демьянович, стрелок стрелковой роты 168-го Гвардейского стрелкового полка, гвардии красноармеец. Звание присвоено 24.03.1945 года за отвагу проявленную в боях за освобождение Белоруссии. Приказом Министра обороны СССР № 88 от 7 апреля 1962 года навечно зачислен в списки 1 роты 168-го гвардейского мотострелкового Гумбинненского Краснознамённого полка. После расформирования полка в 1992 году приказом Министра обороны Республики Беларусь № 360 от 5 мая 2007 года Герой Советского Союза гвардии рядовой Сергей Роман навечно зачислен в списки 1-й роты 30-го гвардейского отдельного механизированного батальона.
- Сергиенков, Дмитрий Григорьевич, снайпер 166-го гвардейского стрелкового полка, гвардии ефрейтор. Звание Героя присвоено 27.06.1945 года за отвагу, проявленную в боях на территории Германии с 15.12.1944 года по 20.02.1945 года и уличных боях в Берлине.
- Серебряков, Фёдор Иванович, гвардии старший сержант, командир огневого взвода 62-го гвардейского отдельного истребительно-противотанкового дивизиона. Герой Советского Союза. Звание присвоено 16.05.1944 года за отвагу, проявленную в боях на Керченском полуострове.
- Тружников, Владимир Васильевич, гвардии младший сержант, командир пулемётного взвода 166-го гвардейского стрелкового полка. Звание присвоено 16.05.1944 года за отвагу, проявленную в боях на Керченском полуострове.[10]
- *  Ходжаев, Сапармет, гвардии красноармеец, стрелок 164-го гвардейского стрелкового полка.
- Чарушников, Александр Григорьевич, наводчик артиллерийского орудия, гвардии сержант. Полный кавалер ордена Славы. Орден Славы III степени получил в составе 166-го гвардейского стрелкового полка. Орден Славы II и I получил в составе 616-го сп 194-й сд. Награждён за бои на Керченском полуострове, бои на реке Нарев и бои в Восточной Пруссии.[11]